# Forces britanniques de Chypre
British Forces Cyprus (BFC - Forces britanniques de Chypre) est le nom donné aux forces armées britanniques stationnées dans les zones de la base souveraine britannique d’Akrotiri et de Dhekelia, sur l’île de Chypre, et dans un certain nombre de «sites conservés» dans la république de Chypre. Le Royaume-Uni maintient une présence militaire sur l'île afin de conserver un emplacement stratégique à l'extrémité orientale de la Méditerranée, qui sert de point de transit pour les forces envoyées dans des lieux situés au Moyen-Orient et en Asie. BFC est une entité interarmées, les trois armées basées sur l’île étant sous sa responsabilité. À l'heure actuelle, environ 3 500 personnes sont en poste à Chypre.

## Historique

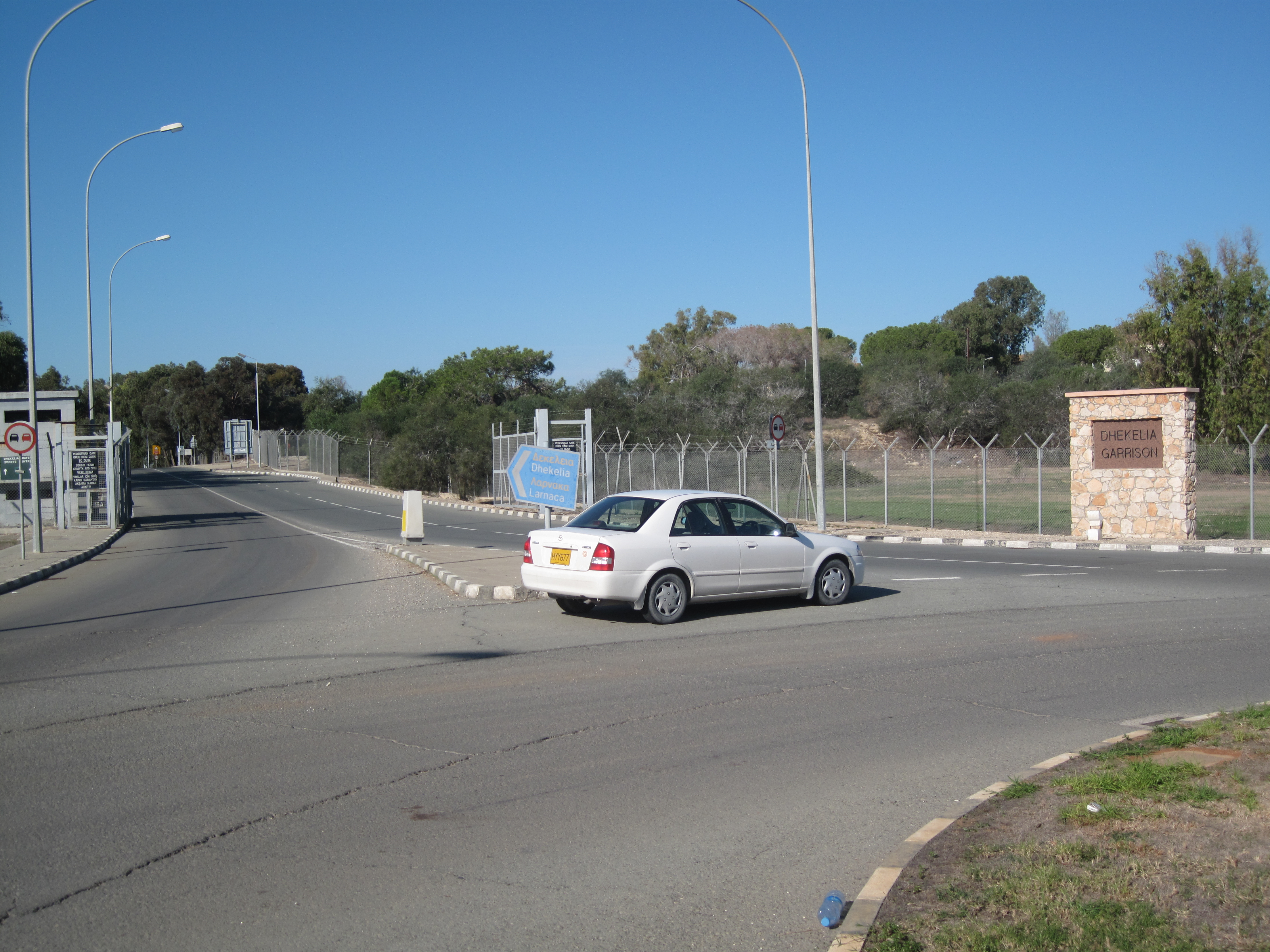
Garnison de Dhekelia

Après la création de la république de Chypre en 1960, le Royaume-Uni a conservé deux zones de souveraineté à Akrotiri et Dhekelia, et un air marshal de la RAF a été nommé administrateur des zones de souveraineté. Le traité d’établissement prévoyait également l’accès britannique à 40 «sites conservés» dans la république de Chypre ; il s’agissait de nombreuses stations radar, de plusieurs ports, d’un ensemble d’hébergements et d’installations de soutien et d’un champ de tir. L'année suivante, l'organisation British Forces Near East était créée, dont le commandement était alors exercé en même temps que celui du poste d'administrateur. Le 1er mars 1961, le groupe sud de la force aérienne du Moyen-Orient est devenu la force aérienne du Proche-Orient et fut basée à Chypre. En 1962, le titre "British Forces in Cyprus" est officiellement utilisé. Les forces britanniques chypriotes conservent le droit d'utiliser 13 sites conservés, les 27 restants ayant été rendus à Chypre après que le ministère de la Défense n'en ait plus besoin. Les sites les plus récents à être restitués sont les logements familiaux Berengaria de 2011, devenus obsolètes, et le champ de tir de la péninsule d'Akamas en 1999-2001, car la valeur de la formation en la matière était jugée moins importante que les dommages environnementaux causés à une espèce d'importance écologique, et la responsabilité politique qui en découle pour les forces britanniques de Chypre,,,.

## Commandement
Episkopi est le centre de commandement actuel des forces britanniques à Chypre. Le commandant des zones de souveraineté/forces britanniques de Chypre (CBF) est un officier général de deux étoiles, alternant tous les trois ans entre la British Army et la RAF. Le Cantonnement d'Episkopi abrite l’Administration des zones de la base souveraine, l’autorité civile du territoire.

## Structure

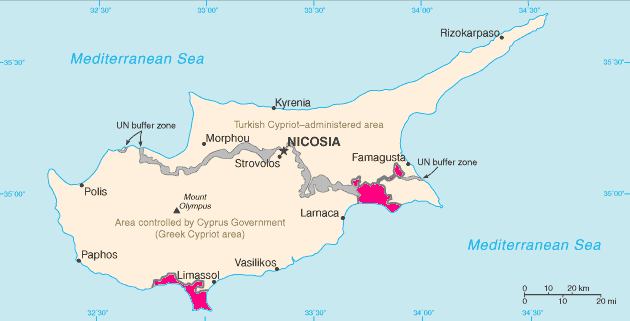
Aires souveraines du Royaume-Uni (en rose)

Au sein des forces britanniques, Chypre compte un certain nombre d’unités basées de manière permanente; cependant, la grande partie des forces britanniques à Chypre participent à des missions opérationnelles :
- Unités permanents
  - QG, British Forces Cyprus
  - Joint Service Signal Unit (Chypre)[9] (Ayios Nikolaos Station)
  - Cyprus Communications Unit, (Issue de la fusion du 12 Signals Unit RAF et du 259 Signal Squadron, Royal Signals)
  - Cyprus Service Support Unit
  - No 84 Squadron, RAF
  - Bataillons d'Infanterie Résidents— deux bataillons d'infanterie légère, l'un à Dhekelia et l'autre à Episkopi, sont basés en permanence sur l'île; les bataillons sont en rotation tous les deux ans. 
    - 1st (Queen's) Battalion, Princess of Wales's Royal Regiment - Akrotiri and Dhekelia
      - Headquarters Company
      - A Company
      - B Company
      - C Company
      - Y (Soutien incendie) Company

    - 1st (King's Own Royal Border) Battalion, Duke of Lancaster's Regiment - Akrotiri and Dhekelia
      - Helles Company - Headquarters Company
      - Anzio Company
      - Burma Company
      - Corunna Company
      - Somme Company - Support Company

  - Cyprus Joint Police Unit (CJPU), une unité interarmées de police militaire composée de membres de la Royal Navy Police, Royal Military Police and RAF Police.
    - HQ CJPU — Episkopi
    - 1 Platoon CJPU — Dhekelia
    - 2 Platoon CJPU — Episkopi
    - 3 Platoon CJPU — Akrotiri (fermé en 2003)
    - SIB Cyprus
    - ESBA Section SIB
- Composantes civiles
  - Sovereign Base Areas Customs (Douanes)
  - Sovereign Base Areas Police
  - Security Force Police

Les divisions Queen’s et King’s continuent de changer de bataillon tous les trois ans à Chypre.

## Commandants
Les officiers suivants commandaient les forces britanniques à Chypre:
Officier général commandant le district de Chypre :
- 18 mars 1955 — Major-General Abdy Ricketts[12]
- 19 octobre 1956 — Major-General Douglas Kendrew
- 11 octobre 1958 — Major-General Kenneth Darling

Commandant les Forces britanniques de Chypre :
- 16 août 1960 — Air Marshal Sir William MacDonald (
- 16 juillet 1962 — Air Chief Marshal Sir Denis Barnett
- 25 septembre 1964 — Air Marshal T O Prickett
- 21 novembre 1966 — Air Marshal E G Jones
- 6 mai 1969 — Air Marshal D G Smallwood
- 2 juillet 1970 — Air Marshal W D Hodgkinson
- 25 juin 1973 — Air Marshal Sir John Aiken
- 1er avril 1976 — Air Vice-Marshal R D Austen-Smith
- 28 avril 1978 — Major-General W R Taylor
- 3 octobre 1980 — Air Vice-Marshal R L Davis
- 31 mars 1983 — Major-General Sir Desmond Langley
- 29 octobre 1985 — Air Vice-Marshal K W Hayr
- 21 avril 1988 — Major-General J P W Friedberger
- 1990 — Air Vice-Marshal A F C Hunter
- 25 mars 1993 — Major-General A G H Harley
- 17 février 1995 — Air Vice-Marshal P Millar
- 16 janvier 1998 — Major-General A I Ramsay[13]
- 5 septembre 2000 — Air Vice-Marshal T W Rimmer
- 5 septembre 2003 — Major-General P T C Pearson
- 26 avril 2006 — Air Vice-Marshal R H Lacey
- 16 octobre 2008 — Major-General J H Gordon
- 4 novembre 2010 — Air Vice-Marshal G E Stacey[14]
- 3 janvier 2012 — Major-General R Cripwell[15]
- 20 janvier 2015 — Air Vice-Marshal M Wigston[16]
- Février 2017 — Major-General James Illingworth[17]

## Opération TOSCA
L'opération TOSCA est le nom donné à la contribution britannique à la Force de maintien de la paix des Nations Unies à Chypre (UNFICYP). Le contingent britannique (BRITCON) comprend trois parties distinctes:
- HQ BRITCON — responsable de l'administration et du soutien du contingent britannique.
- Force Military Police Unit —le FMPU est commandé par un major de la police militaire royale et sept autres membres de la RMP faisant partie de l'unité multinationale.
- UN Roulement Regiment — l'URR est chargé de patrouiller dans le secteur 2 de la Ligne verte à Nicosie. Entre octobre 2008 et avril 2009, cette fonction a été remplie par le 32 Signal Regiment Group. C'était la première fois qu'une unité de réserve était déployée dans le cadre d'une mission de maintien de la paix des Nations unies[18].

L’un des rôles des unités d’appui de la BFC est d’aider, au besoin, les unités britanniques déployées au sein de la Force, qui ne font pas partie de la BFC, mais sont placées sous le commandement direct de l’Organisation des Nations unies.

## Installations des forces britanniques de Chypre

### République de Chypre
Outre les zones de souveraineté d'Akrotiri et de Dhekelia, un traité d'établissement conclu entre le Royaume-Uni et la république de Chypre en 1960 accordait au Royaume-Uni le droit d'utiliser de manière permanente 40 sites supplémentaires sur l'île à des fins militaires,.
| Nom                                      | Fait partie de                | Pays   | Territoire | Ouverture | Unités |
| ---------------------------------------- | ----------------------------- | ------ | ---------- | --------- | --- |
| Berengaria Village Married Quarters      | Forces britanniques de Chypre | Chypre | Limassol   |           | Le forage de Harakis et le pipeline du village de Berengaria sont également détenus pour l’approvisionnement en eau.                                                                           |
| British East Mediterranean Relay Station | Forces britanniques de Chypre | Chypre | Zýgi       |           | Utilisé par le Foreign and Commonwealth Office pour diffuser la programmation de BBC World Service en Israël et dans le monde arabe.                                                           |
| Troodos Leave Camp                       | Forces britanniques de Chypre | Chypre | Troodos    | 1878      | Le BFC et les troupes en visite utilisent les locaux pour l'entraînement. Le site contient également des logements pour les mariés, le NAAFI et l'unité des travaux Contiguë à la RAF Troodos. |
| RAF Nicosia and Camps                    | Forces britanniques de Chypre | Chypre | Nicosia    |           | Non utilisé actuellement car il se trouve dans la zone tampon des Nations unies entre Chypre du Nord et la république de Chypre.                                                               |
| RAF Mt Olympus Radar Station             | Forces britanniques de Chypre | Chypre | Troodos    |           | Une station radar britannique à longue distance opérant sur le mont Olympe. |
| RAF Troodos                              | Forces britanniques de Chypre | Chypre | Nicosia    | 1878      | Une station de renseignement |
| Kissoúsa Headwaters                      | Forces britanniques de Chypre | Chypre | Limassol   |           | Un approvisionnement en eau sécurisé pour la base souveraine d'Akrioti, |

### Chypre du Nord, occupée par la Turquie
Trois installations militaires conservées sont situées sur le territoire du nord de Chypre sous occupation turque. Les forces britanniques de Chypre ne les utilisent pas actuellement car le Royaume-Uni ne reconnaît pas le gouvernement du nord de Chypre.
| Nom                                   | Fait partie de                | Pays           | Territoire | Ouverture | Unités                                                            |
| ------------------------------------- | ----------------------------- | -------------- | ---------- | --------- | ----------------------------------------------------------------- |
| Famagusta Joint Services Port Utility | Forces britanniques de Chypre | Chypre du Nord | Famagouste |           | Réside sur Chypre du Nord et n'est donc pas utilisé actuellement. |
| Famagusta Family Shop and NAAFI HQ    | Forces britanniques de Chypre | Chypre du Nord | Famagouste |           | Réside sur Chypre du Nord et n'est donc pas utilisé actuellement. |
| Famagusta NAAFI Transport Yard        | Forces britanniques de Chypre | Chypre du Nord | Famagouste |           | Réside sur Chypre du Nord et n'est donc pas utilisé actuellement. |

### Zones de souveraineté d'Akrotiri et de Dhekelia
Les deux enclaves britanniques de la république de Chypre servent de plate-forme pour la projection des ressources militaires britanniques dans la Méditerranée orientale et au Moyen-Orient. Les enclaves servent de centres de surveillance des communications régionales de l’est de la Méditerranée,. Les installations situées dans les zones retenues soutiennent également les activités militaires britanniques sur les sites conservés en république de Chypre et offrent des possibilités uniques de formation.
Zone de souveraineté ouest
| Nom                               | Fait partie de                | Pays                                            | Territoire                 | Ouverture | Unités                                                              |
| --------------------------------- | ----------------------------- | ----------------------------------------------- | -------------------------- | --------- | ------------------------------------------------------------------- |
| Episkopi Cantonment               | Forces britanniques de Chypre | Zones de souveraineté d'Akrotiri et de Dhekelia | Zone de souveraineté ouest | 1960      | Domicile du QG des forces britanniques de Chypre                    |
| Paramáli North and South Quarters | Forces britanniques de Chypre | Zones de souveraineté d'Akrotiri et de Dhekelia | Zone de souveraineté ouest | 1960      |                                                                     |
| RAF Akrotiri                      | Forces britanniques de Chypre | Zones de souveraineté d'Akrotiri et de Dhekelia | Zone de souveraineté ouest | 1960      | La plus grande base de la Royal Air Force en dehors du Royaume-Uni. |

Zone de souveraineté est
| Nom                    | Fait partie de                | Pays                                            | Territoire               | Ouverture | Unités |
| ---------------------- | ----------------------------- | ----------------------------------------------- | ------------------------ | --------- | --- |
| Alexander Barracks     | Forces britanniques de Chypre | Zones de souveraineté d'Akrotiri et de Dhekelia | Zone de souveraineté est | 1960      | |
| Ayios Nikolaos Station | Forces britanniques de Chypre | Zones de souveraineté d'Akrotiri et de Dhekelia | Zone de souveraineté est | 1960      | Le Joint Service Signal Unit (JSSU). Le JSSU est une organisation de communication statique qui maintient des liaisons sécurisées entre Chypre et le reste du monde. La station est un centre important pour la collecte par le GCHQ de données de signaux et de renseignements provenant de la région de la Méditerranée orientale et du Moyen-Orient,. |
| Dhekelia Airfield      | Forces britanniques de Chypre | Zones de souveraineté d'Akrotiri et de Dhekelia | Zone de souveraineté est |           | Un petit aérodrome dont la principale activité est assurée par la base d'hélicoptères de la British Army. |
| Dhekelia Cantonment    | Forces britanniques de Chypre | Zones de souveraineté d'Akrotiri et de Dhekelia | Zone de souveraineté est | 1960      | Le quartier général de la base de souveraineté Est, un bataillon d’infanterie, un escadron du génie et diverses unités logistiques, ainsi que des civils. |
| Nightingale Barracks   | Forces britanniques de Chypre | Zones de souveraineté d'Akrotiri et de Dhekelia | Zone de souveraineté est |           | |